# 于桂
于桂（？—1536年），字德芳，府軍右衛官籍（順天府大興縣）山東昌邑縣人，明朝政治人物。

## 生平
弘治十七年（1504年）甲子科順天府鄉試第七十四名，正德六年（1511年）辛未科第三甲第一百八十三名進士。授安福县知县，十一年十月选授户科给事中，丁忧，服阕，嘉靖元年九月復除吏科给事中，二年（1523年）三月升礼科右，出官淮安府知府，改順德府。历官四川布政使司右参政，十一年二月升陕西按察使，四月升都察院右佥都御史、巡抚延绥地方，十五年九月升右副都御史、抚治郧阳，尋卒于官。

## 家族
曾祖父于子中；祖父于清。父名不詳；母李氏。具庆下。兄于松。